# 2226 Cunitza
2226 Cunitza (1936 QC1) là một tiểu hành tinh vành đai chính được phát hiện ngày 26 tháng 8 năm 1936 bởi A. Bohrmann ở Heidelberg.